# Chupamarca (distrito)
Chupamarca é um distrito do Peru, departamento de Huancavelica, localizada na província de Castrovirreyna.

## Transporte
O distrito de Chupamarca é servido pela seguinte rodovia:
- HV-132, que liga a cidade de Huancavelica  ao distrito
- HV-114, que liga a cidade de Arma  ao distrito de San Juan [1][2][3]